# Marian Majka
Marian Majka (ur. 1959) – polski samorządowiec, prezydent Przemyśla (2000–2002).

## Życiorys
Ukończył budownictwo na Politechnice Rzeszowskiej, a także podyplomowe studia m.in. pedagogiczne. Pracował w Urzędzie Wojewódzkim w Przemyślu, Przemyskim Przedsiębiorstwie Budowlanym, Zespole Szkół Technicznych i kuratorium oświaty. Był ostatnim kuratorem oświaty województwa przemyskiego. Po wyborach samorządowych w 1998 objął stanowisko wiceprezydenta Przemyśla. Po odwołaniu w połowie kadencji w 2000 Tadeusza Sawickiego Marian Majka został wybrany na urząd prezydenta miasta głosami koalicji SLD i lokalnego prawicowego klubu radnych.
Nie ubiegał się o reelekcję. Został działaczem Ligi Polskich Rodzin, z jej ramienia w 2002 wszedł w skład rady miejskiej. Cztery lata później nie obronił mandatu radnego. Po odejściu z urzędu miasta był później zatrudniony m.in. w Zarządzie Dróg Powiatowych oraz Agencji Restrukturyzacji i Modernizacji Rolnictwa.